# EFT-1
EFT-1(Exploration Flight Test 1)は、オリオンの宇宙船初飛行となる無人試験飛行である。かつてはOFT-1(Orion Flight Test 1)と呼ばれていた。
2014年12月5日にデルタIVヘビーロケットに搭載してケープカナベラル空軍基地第37発射施設から打ち上げられた。このミッションは約4時間30分のミッションであり、その間に軌道を2周する。2周目の軌道の遠地点と20,000mphに及ぶ高速での大気圏再突入に焦点が当てられている。太平洋に着水後は、このオリオンカプセルは回収され、打ち上げ脱出システムを使う上昇中断試験に再利用される予定。宇宙船は再突入が始まるまでデルタIVの上段ステージに結合したままにされる。今回は太陽電池は積んでおらず内部に搭載したバッテリーに依存する。またESAが開発を担当しているサービス・モジュールや、新たに開発された打ち上げ脱出システム(分離用のモーターのみ装備)はダミーを使っている。
この飛行は、2018年に予定されているスペース・ローンチ・システム(SLS)ロケットによる最初の打上げとなるEM-1(Exploration Mission 1)に先駆けて、アビオニクス、耐熱シールド、パラシュート等を含むオリオンの様々なシステムを試験することを目的としたものである。
EFT-1オリオンは、ロッキード・マーティンによって製造された。2012年6月22日、最後の溶接が完了し、その後ケネディ宇宙センターに移送され、残りの部分が完成された。
試験飛行から得られたデータの分析は、2015年4月に行われるCritical Design Review (CDR)で評価される予定 。

## ギャラリー

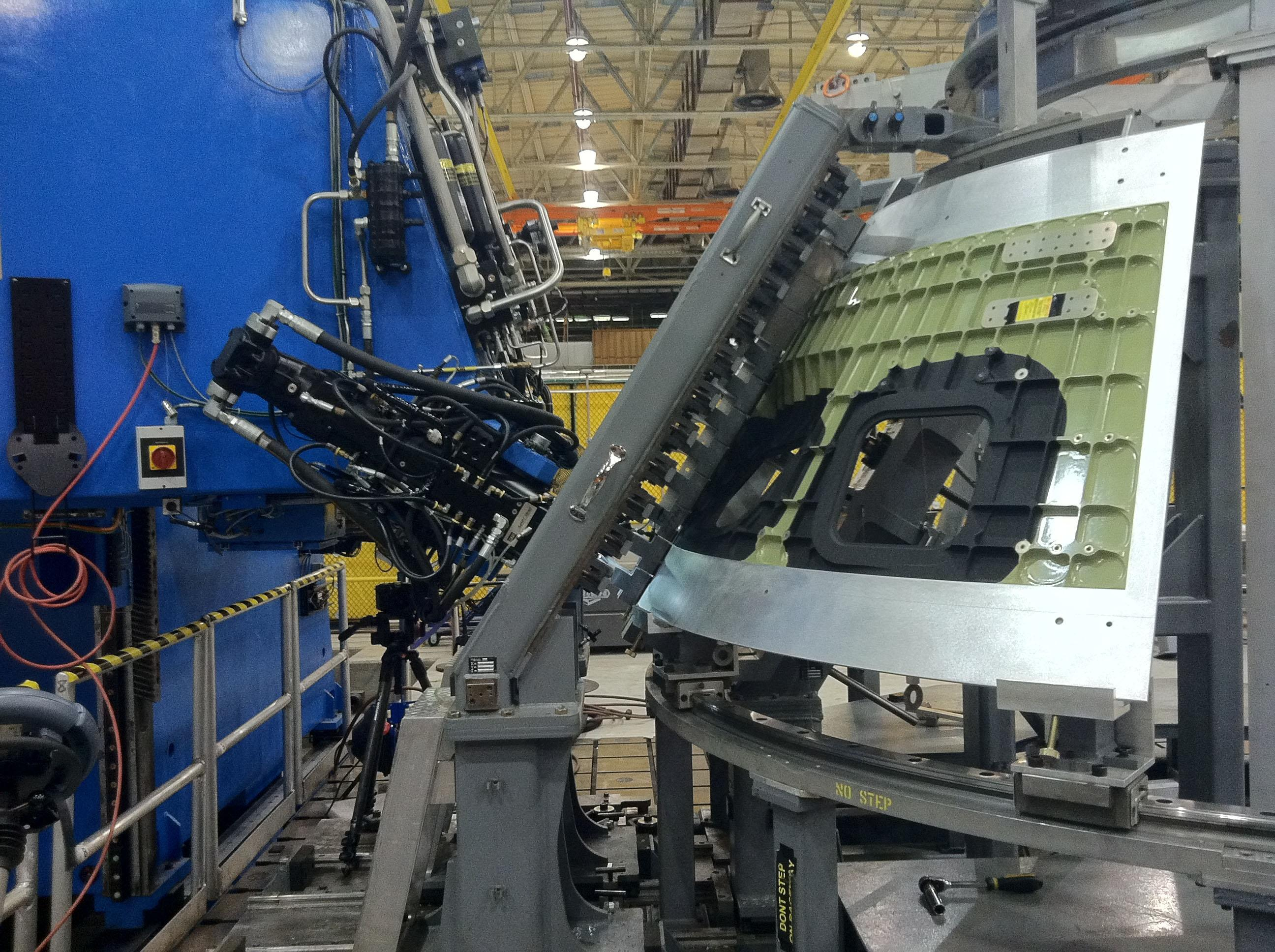
2011年9月9日に行われたEFT-1の最初の溶接
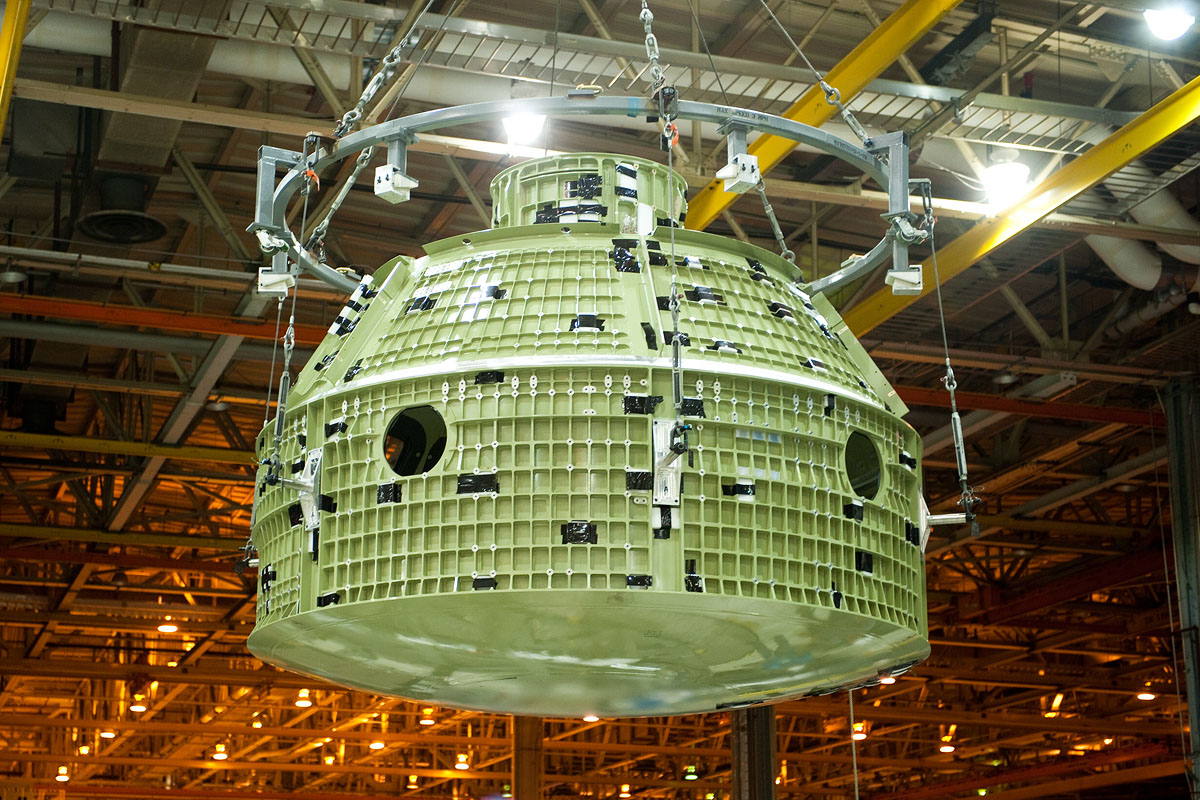
2012年6月22日に行われたEFT-1の最後の溶接
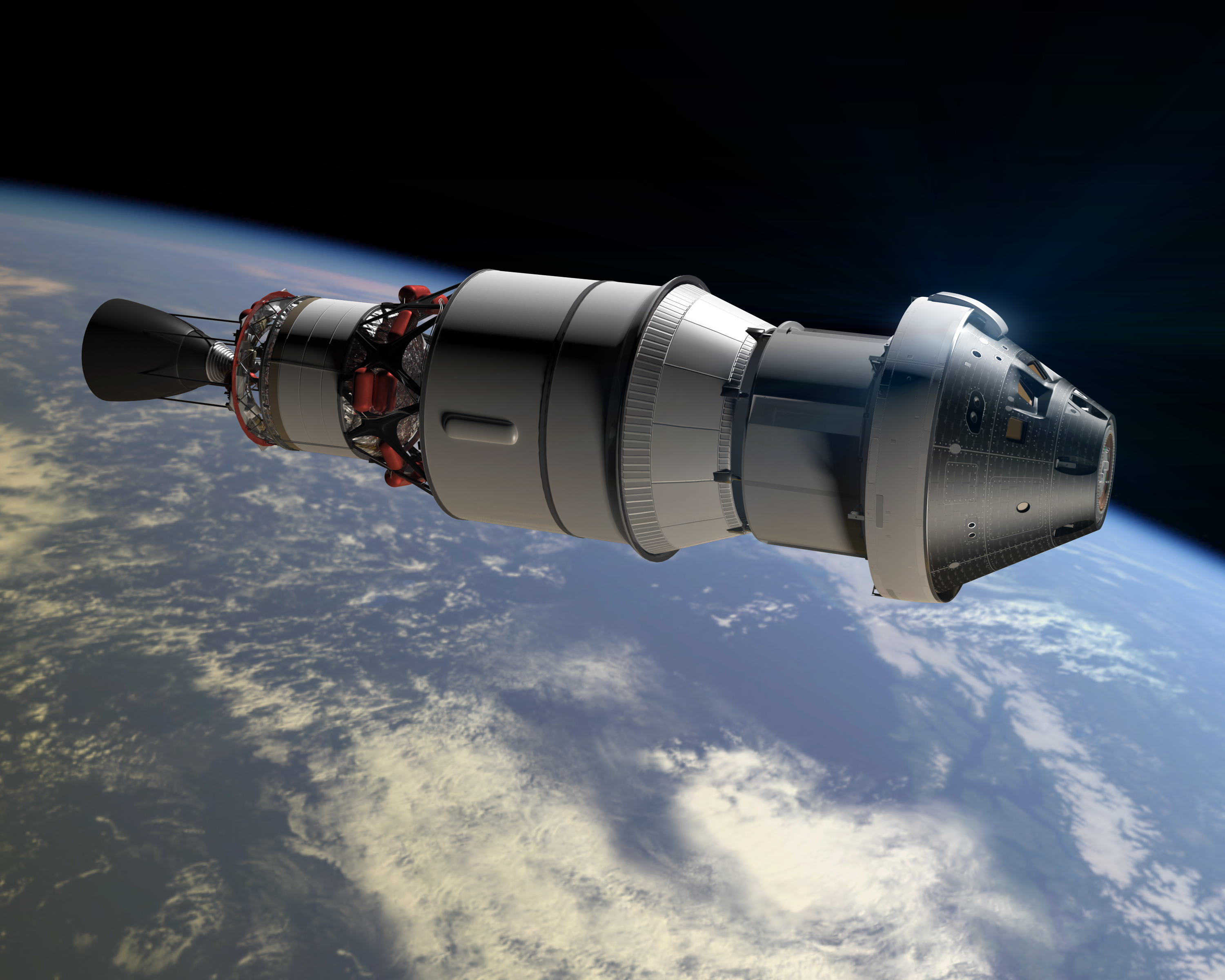
EFT-1での飛行中のオリオンのカプセルとデルタIVの上段ステージの想像図
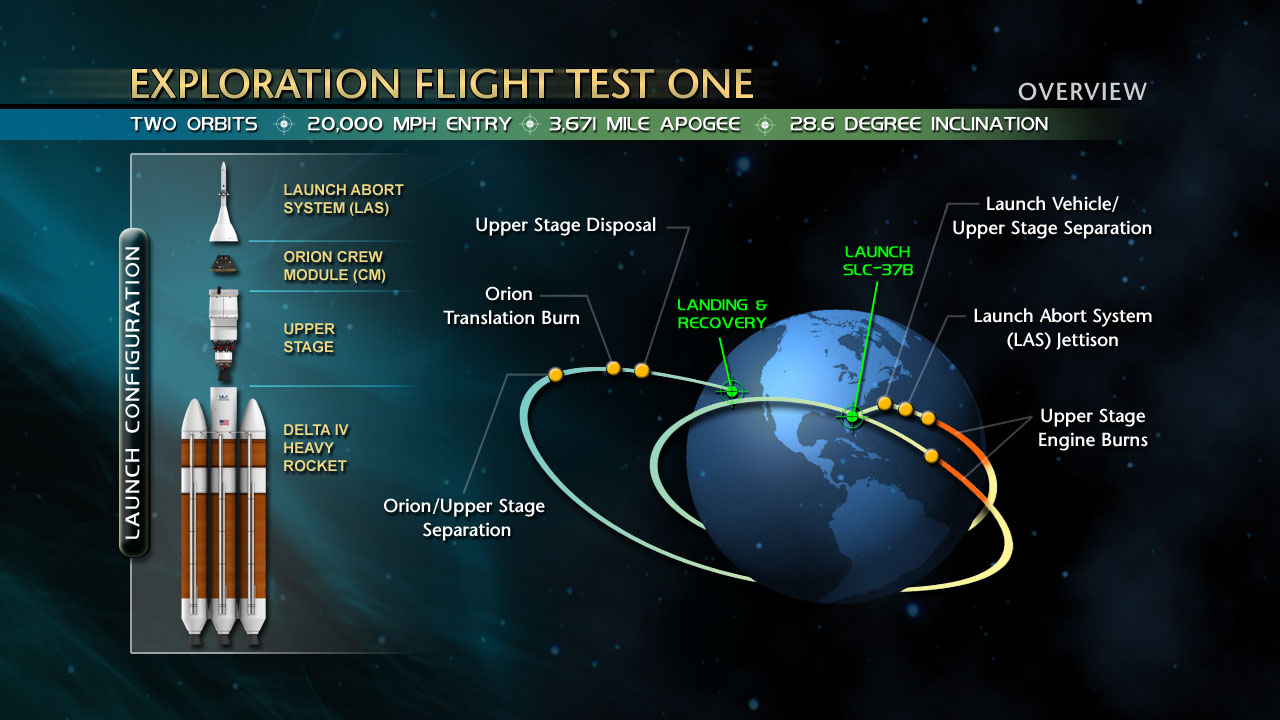
ミッションの概要